# Aeroporto Internacional de Malabo
O Aeroporto Internacional de Malabo (em espanhol: Aeropuerto Internacional de Malabo) (por vezes chamado de Aeroporto Internacional de Santa Isabel) (IATA: SSG, ICAO: FGSL) é um aeroporto situado em Punta Europa, Ilha de Bioko, na Guiné Equatorial. O aeroporto tem o nome da capital, Malabo, cerca de 9 quilômetros a leste. Até a descoberta de petróleo dentro das fronteiras da Guiné Equatorial em meados da década de 1990, o aeroporto era um barracão de estanho coberto que só atendia voos internacionais, sendo que o governo era o principal utilizador do aeroporto. Hoje, ele é usado principalmente por dois grupos opostos, a indústria de petróleo e os conservacionistas. Durante a Guerra Civil Nigeriana, o aeroporto foi usado como uma base para voos em Biafra.
O antigo aeroporto que muitas vezes não possuía condições de ser usado, foi substituído por um moderno aeroporto após a utilização deste na Guerra Civil da Nigéria. O aeroporto já recebe uma quantidade confortável de tráfego de estrangeiros, embora as partes da pista estão na necessidade de reparo. Apesar dos progressos recentes, o aeroporto de Malabo é um dos dois únicos aeroportos pavimentados na Guiné Equatorial, de acordo com a entrada do World Factbook da CIA para o país, sendo que o outro aeroporto movimento do país é o Aeroporto de Bata, localizado na cidade de Bata, a segunda maior cidade guinéu-equatoriana. Os hangares podem atender aeronaves de grande porte, como o McDonnell Douglas DC-10 ou C-130 Hercules. Em 2001, o aeroporto registrou 34.500 passageiros, número que desde então tem aumentado progressivamente.